# MyISAM
MyISAM est un moteur de stockage du SGBDR MySQL. Il est basé sur l'ancien moteur de stockage ISAM. Il est le moteur par défaut de MySQL jusqu'à la version 5.5, remplacé par InnoDB.

## Fonctionnement
MyISAM ne prend pas en charge les transactions ni les clés étrangères, et le verrouillage porte sur des tables entières et non sur les rangées individuelles. Il est plus performant pour l'extraction d'informations que dans des situations où il existe de nombreuses écritures concurrentes.
MyISAM dispose de l'indexation en plein texte qui permet des recherches précises et performantes sur des colonnes de type texte par des mots-clés, ainsi qu'un tri par pertinence.
Chaque base de données utilisant MyISAM est stockée dans un répertoire portant le nom de cette base. Dans ce dossier chaque table est matérialisée par plusieurs fichiers :
- un fichier .frm pour enregistrer la définition de la table, ce fichier n'appartient pas vraiment à MyISAM mais au serveur MySQL ;
- le fichier de données porte l'extension .myd (MyData) ;
- le fichier d'index a l'extension .myi (MyIndex).

Dans les systèmes de type Unix ces fichiers sont généralement placés dans /var/[lib,db]/mysql/ .